# Livada (Arad)
Livada é uma comuna romena localizada no distrito de Arad, na região histórica da Transilvânia. A comuna possui uma área de 20.13 km² e sua população era de 2978 habitantes segundo o censo de 2007.